# Les Grandes Otanes
Les Grandes Otanes är en bergstopp i Schweiz.   Den ligger i kantonen Valais, i den sydvästra delen av landet, 110 km söder om huvudstaden Bern. Toppen på Les Grandes Otanes är 2 680 meter över havet.
Terrängen runt Les Grandes Otanes är mycket bergig. Närmaste större samhälle är Martigny, 11,6 km nordost om Les Grandes Otanes. 
Trakten runt Les Grandes Otanes är permanent täckt av is och snö. Runt Les Grandes Otanes är det glesbefolkat, med 19 invånare per kvadratkilometer.